# 布萊克奧克鎮區 (阿肯色州克雷格黑德縣)
布萊克奧克鎮區（英語：Black Oak Township）是位於美國阿肯色州克雷格黑德縣的一個行政鎮區。

## 地方資料
布萊克奧克鎮區的面積為223.38平方千米，當中陸地面積為220.02平方千米，而水域面積為3.36平方千米。根據2010年美國人口普查的數據，當地共有人口2307人，而人口密度為每平方千米10.33人。